# ببخشید شما
ببخشید شما؟ یک مجموعه تلویزیونی به کارگردانی مهران مدیری است که در سال ۱۳۷۸ در ۸۰ قسمت در ساعت ۲۲:۳۰ از شبکه سه تلویزیون ایران پخش شد. در هر قسمت از این مجموعه، مجری برنامه، مهران مدیری، به گفتگو با صاحبان مشاغل مختلف از زاویه طنز می‌پرداخت. علاوه بر این، آیتم‌های طنزی نیز، عمدتاً در ارتباط با همین مشاغل در حین گفتگو پخش می‌شدند. از جمله مهمانان ویژه این برنامه می‌توان به سامان گلریز و عادل فردوسی پور اشاره کرد.